# Trey Freeman
Trey Freeman (Emigration Canyon, 24 maart 2000) is een Amerikaanse zwemmer.

## Carrière
Bij zijn internationale debuut, op de wereldkampioenschappen zwemmen 2022 in Boedapest, eindigde Freeman als achtste op de 400 meter vrije slag. Op de 4×200 meter vrije slag zwom hij samen met Carson Foster, Coby Carrozza en Trenton Julian in de series, in de finale veroverden Foster en Julian samen met Drew Kibler en Kieran Smith de wereldtitel. Voor zijn aandeel in de series ontving Freeman eveneens de gouden medaille.

## Internationale toernooien
| Jaar | Olympische Spelen | WK langebaan                                                          | WK kortebaan   | PanPacs | Pan-Amerikaanse Spelen |
| ---- | ----------------- | --------------------------------------------------------------------- | -------------- | ------- | ---------------------- |
| 2022 |                   | 8e 400m vrije slag · 4×200m vrije slag · Freeman zwom enkel de series | 13-18 december |         |                        |

## Persoonlijke records
Bijgewerkt tot en met 18 juni 2022
Kortebaan
| Afstand         | Tijd    | Datum            | Plaats    |
| --------------- | ------- | ---------------- | --------- |
| 200m vrije slag | 1.46,70 | 15 november 2017 | Tokio     |
| 400m vrije slag | 3.44,35 | 18 november 2017 | Singapore |

Langebaan
| Afstand         | Tijd    | Datum         | Plaats     |
| --------------- | ------- | ------------- | ---------- |
| 200m vrije slag | 1.46,93 | 27 april 2022 | Greensboro |
| 400m vrije slag | 3.46,12 | 18 juni 2022  | Boedapest  |